# Kabinett Andrássy

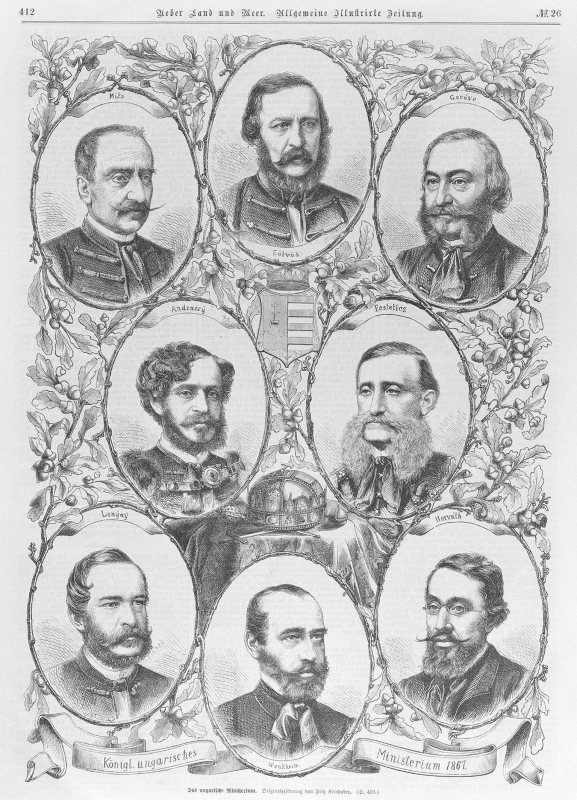
Das ungarische Ministerium 1867. Von links oben nach rechts unten: Mikó, Eötvös, Gorove, Andrássy, Festetics, Lónyay, Wenckheim, Horvát.

Das Kabinett Andrássy war die erste Regierung des Königreichs Ungarn nach dem Österreichisch-Ungarischen Ausgleich 1867. Sie wurde vom ungarischen Ministerpräsidenten Gyula Andrássy am 17. Februar 1867 gebildet und bestand bis 14. November 1871.

## Minister
Parteien:
_ Deák Partei (Deák Párt)
_ Kroatische Unionspartei (Horvát Unionista Párt)
_ parteilos
| Amt                                             | Amtsträger | Amtsträger              | Beginn der Amtszeit | Ende der Amtszeit |
| ----------------------------------------------- | ---------- | ----------------------- | ------------------- | ----------------- |
| Ministerpräsident, Verteidigungsminister        |            | Gyula Andrássy          | 17. Februar 1867    | 14. November 1871 |
| Minister am Allerhöchsten Hoflager              |            | György Festetics        | 17. Februar 1867    | 19. Mai 1871      |
| Minister am Allerhöchsten Hoflager              |            | Béla Wenckheim          | 19. Mai 1871        | 14. November 1871 |
| Justizminister                                  |            | Boldizsár Horvát        | 17. Februar 1867    | 5. Juni 1871      |
| Justizminister                                  |            | István Bittó            | 5. Juni 1871        | 14. November 1871 |
| Minister für Cultus und öffentlichen Unterricht |            | József Eötvös           | 17. Februar 1867    | 2. Februar 1871   |
| Minister für Cultus und öffentlichen Unterricht |            | József Szlávy (interim) | 2. Februar 1871     | 10. Februar 1871  |
| Minister für Cultus und öffentlichen Unterricht |            | Tivadar Pauler          | 10. Februar 1871    | 14. November 1871 |
| Minister für Ackerbau, Industrie und Handel     |            | István Gorove           | 17. Februar 1867    | 23. Mai 1870      |
| Minister für Ackerbau, Industrie und Handel     |            | József Szlávy           | 23. Mai 1870        | 21. April 1871    |
| Minister für öffentliche Arbeit und Verkehr     |            | Imre Mikó               | 17. Februar 1867    | 21. April 1870    |
| Minister für öffentliche Arbeit und Verkehr     |            | István Gorove           | 21. April 1870      | 21. Juni 1871     |
| Minister für öffentliche Arbeit und Verkehr     |            | Lajos Tisza             | 21. Juni 1871       | 14. November 1871 |
| Finanzminister                                  |            | Menyhért Lónyay         | 17. Februar 1867    | 21. Mai 1871      |
| Finanzminister                                  |            | Károly Kerkapoly        | 21. Mai 1871        | 14. November 1871 |
| Innenminister                                   |            | Béla Wenckheim          | 17. Februar 1867    | 21. Oktober 1869  |
| Innenminister                                   |            | Pál Rajner              | 21. Oktober 1869    | 10. Februar 1871  |
| Innenminister                                   |            | Vilmos Tóth             | 10. Februar 1871    | 14. November 1871 |
| Kroatisch-slawonisch-dalmatinischer Minister    |            | Kálmán Bedekovich       | 17. Februar 1867    | 14. November 1871 |